# Караччиоли, Антонио
Антонио Караччиоли — итальянский богослов XVII века, из ордена театинцев.

## Биография
Написал:
- «Synopsis veterum religiosorum rituum cum notis ad constitutiones clericorum regulariorum comprehensa» (Рим, 1610);
- «Nomenclator et propyleae ad quatuor antiques chronologos» (Неаполь, 1626; у Муратори в V т.);
- «De sacris ecclesiae Neapolitanae Monumentis» (Неаполь, 1645).